# Zamach (film 1986)
Zamach (nid. De aanslag) – holenderski dramat wojenny z 1986 roku w reżyserii Fonsa Rademakersa. Filmowa adaptacja powieści Harry’ego Mulischa Zamach, autorem scenariusza był Gerard Soeteman. Film otrzymał Złoty Glob za najlepszy film nieanglojęzyczny i Oscara dla najlepszego filmu nieanglojęzycznego w 1986 roku.

## Opis
W styczniu 1945 roku, gdy II wojna światowa w Europie dobiega końca, znaczna część Holandii nadal pozostaje pod okupacją hitlerowską. Pewnej nocy nazistowski kolaborant zostaje zastrzelony. Umiera w pobliżu domu rodziny Steenwijków. Naziści, zakładając, że to ktoś z tej rodziny zabił ich współpracownika, zabijają rodziców i starszego brata kilkunastoletniego chłopca, Antona Steewijka (Marc van Uchelen). Podpalają dom, a jego umieszczają w nieoświetlonej celi. Razem z nim przebywa tam kobieta, której Anton widzi tylko usta. Pociesza chłopca, póki są razem uwięzieni. 
W latach 80. Anton (Derek de Lint) jest lekarzem, ale nadal nie może uporać się z tamtymi wydarzeniami. Monique van de Ven wcieliła się w podwójną rolę: kobiety, która towarzyszyła chłopcu w ciemnej celi i jego żony. 

## Obsada
- Derek de Lint jako Anton Steenwijk
- Marc van Uchelen jakoYoung Anton Steenwijk
- Monique van de Ven jako Saskia de Graaff / Truus Coster
- John Kraaijkamp jako Cor Takes
- Huub van der Lubbe jako Fake Ploeg
- Elly Weller jako Mrs. Beumer
- Ina van der Molen jako Karin Korteweg
- Frans Vorstman jako Father Steenwijk
- Edda Barrends jako Mother Steenwijk
- Casper de Boer jako Peter Steenwijk
- Wim de Haas jako Mr. Korteweg
- Hiske van der Linden jako Young Karin Korteweg
- Piet de Winj jako Mr. Beumer
- Akkemay Marijnissen jako Sandra
- Kees Coolen jako Gerrit-Jan

## Nagrody i wyróżnienia
- Nederlands Film Festival 1986
  - Best Actor
- Seattle International Film Festival 1986
  - Best Film
  - Best Director
- Złoty Glob 1987
  - Best Foreign Language Film
- Oscar dla najlepszego filmu nieanglojęzycznego 1987
  - Best Foreign Language Film